# Іран-контрас
«Іран-ко́нтрас» («Іранґе́йт») — один із найбільших політичних скандалів в історії США, який спалахнув у 1986 р., коли стало відомо про те, що адміністрація Президента Рональда Рейгана таємно, в обхід санкцій конгресу, здійснювала продаж зброї Ірану, з яким у США були напружені відносини, а частина виручених коштів направлялася на допомогу нікарагуанським партизанам (контрас), які боролися проти комуністичного уряду країни на чолі з Д. Ортегою. Назва «Іран-контрас» походить від найменування партизанів, «Ірангейт» — йменується за аналогією з «Уотергейтом» Річарда Ніксона. Цей скандал разом з останнім, а також з «Монікагейт» Білла Клінтона — найбільші політичні скандали в історії США. Хоча безпосередня участь у скандалі Р. Рейгана не була доведена, з його адміністрації не знімалася вина за те, що сталося. Ці події викликали обурення американської громадськості, хоча на репутації Рейгана відчутно не позначилися.